# Beringin (Lubai)
Beringin is een bestuurslaag in het regentschap Muara Enim van de provincie Zuid-Sumatra, Indonesië. Beringin telt 4032 inwoners (volkstelling 2010).